# 김해 예안리 고분군
김해 예안리 고분군(金海 禮安里 古墳郡)은 대한민국 경상남도 김해시 대동면 예안리에 있는 가야의 고분군이다. 1978년 6월 23일 대한민국의 사적 제261호 김해예안리고분군으로 지정되었고, 2011년 현재의 명칭으로 변경되었다.

## 개요
김해 예안리 시례마을 주변에 있는 가야 무덤들이다.
여러차례 발굴조사 결과 가야 때의 각종 무덤 형태가 중복되어 나타났으며 무덤에서 사람 뼈가 많이 발견되었다. 총 212기가 조사되었으며 그 중 널무덤(토광묘) 64기, 구덩식장방형돌방무덤(수혈식장방형석실묘) 108기, 독무덤(옹관묘) 24기, 앞트기식방형돌방무덤(횡구식방형석실묘) 16기가 발견되었다.
널무덤은 예안리 무덤들 중 가장 이른 시기에 만들어진 것으로 널(관)의 사용은 불분명하다. 구덩식장방형돌방무덤은 4벽을 만든 상태나 바닥시설로 보아, 만든 시기의 선후관계를 나눌 수 있다. 독무덤은 길쭉한 2∼3개의 항아리를 연결하여 만든 것으로 전체 길이가 1m 미만이다. 구덩식장방형돌방무덤에 인접하여 있는 것으로 보아, 상호간 친근관계에 있는 어린아이용 무덤으로 보고 있다. 앞트기식방형돌방무덤은 거의 파손된 상태라 전체적인 구조파악은 어려운 상태이다.
출토 유물 중 토기는 회백색와질, 적갈색연질, 회청색경질 토기류가 있다. 철정, 가위, 재갈, 도자들을 비롯한 철기류가 나오며, 150호 널무덤에서는 투구가 발견되었다. 각 무덤들마다 사람 뼈들이 나오고 있어 무덤의 주인공을 밝히는데 좋은 자료가 된다. 장식품으로 금·은제 귀고리와 유리·호박제 구슬류들이 출토되었다.
무덤 형태나 출토 유물로 보아 가야 전기에서 후기까지의 오랜기간에 걸쳐 이루어진 유적이다.

## 참고 자료
- 김해 예안리 고분군 - 국가유산청 국가유산포털